# Дарод – Джафрабад
Дарод – Джафрабад – газопровід у індійському штаті Гуджарат, за допомогою якого подали ресурс до споживачів на півдні півострова Катхіавар.
Газопровід починається в районі Дарод від траси трубопроводу Ананд – Джамнагар. Його основна ділянка, завершена в 2011 році, прямує до району Піпавав, має довжину 2012 км та виконана в діаметрі 600 мм. В районі Піпавав великим споживачем блакитного палива є ТЕС Піпавав. 
В 2021-му трубопровід продовжили до Гандали. Ця ділянка має довжину 46 км та виконана в діаметрі 450 мм.
E 2020-му почалось спорудження перемички діаметром 750 мм, яка під’єднає до трубопроводу термінал для імпорту ЗПГ Джафрабад, який споруджують за кілька кілометрів на захід від Піпавав.
В подальшому планують спорудити перемичку Чхара – Гандала – Піпавав довжиною 86 км та діаметром 900 мм від майбутнього терміналу для імпорту ЗПГ Чхара, який планують звести на захід від Джафрабаду.